# Atia Abawi
Atia Abawi, née en 1981 ou 1982, est une journaliste et autrice américaine.

## Biographie
Atia Abawi est née en 1981 ou 1982 en Allemagne de l'Ouest de parents afghans ayant fui l'invasion soviétique de l'Afghanistan. Elle a été correspondante en Afghanistan pour la chaîne de télévision CNN. En 2010, elle continue à ce poste sur la chaîne NBC News.

## Publications
- 2015 : The Secret Sky: A Novel of Forbidden Love in Afghanistan
- 2016 : A Land of Permanent Goodbyes